# Phaeacius fimbriatus
Phaeacius fimbriatus är en spindelart som beskrevs av Simon 1900. Phaeacius fimbriatus ingår i släktet Phaeacius och familjen hoppspindlar. Inga underarter finns listade i Catalogue of Life.